# Ecnomiohyla miliaria
Espèce
Synonymes
- Hypsiboas miliarius Cope, 1886
- Hyla miliaria (Cope, 1886)
- Hyla immensa Taylor, 1952

Statut de conservation UICN

 LC  : Préoccupation mineure
Ecnomiohyla miliaria est une espèce d'amphibiens de la famille des Hylidae.

## Répartition
Cette espèce se rencontre entre 20 et 1 330 m d'altitude au Honduras, au Nicaragua, au Costa Rica et au Panama,.

## Publication originale
- Cope, 1886 : Thirteenth Contribution to the Herpetology of Tropical America. Proceedings of the American Philosophical Society, vol. 23, no 122, p. 271-287 (texte intégral).